# Ataka Eiichi
Ataka Eiichi (japanisch 安宅 英一; geb. 1. Januar 1901; gest. 7. Mai 1994) war ein japanischer Unternehmer (Direktor der Firma Ataka) und Mäzen. 

## Leben und Wirken
Ataka Eiichi wurde als ältester Sohn des Firmengründers Ataka Yakichi (安宅弥吉; 1873–1949) geboren. Seinen Schulabschluss machte er in Kobe an der Wirtschaftsoberschule Kobe (神戸高等産業学校, Kobe kōtō sangyō gakkō). 1924 trat er in das Unternehmen seines Vaters ein und war von 1925 bis 1934 Firmenchef. Von 1955 bis 1965 war er Aufsichtsratsvorsitzender, übte das Amt jedoch nicht aktiv aus.
- Eiichi begeisterte sich für alte chinesische, koreanische und japanische Keramik und baute eine große Sammlung auf.
- Für die Musikhochschule in Tōkyō (東京音楽学校, Tōkyō ongaku gakkō) stiftete er den Ataka-Preis (安宅賞, Ataka-shō), mit dem hervorragender Nachwuchs in der Musik finanziell gefördert wurde. Heute wird der Preis von der Nachfolgeeinrichtung, nun unterstützt durch Eiichis Sohn Akiya (昭弥), vergeben.
- Der Vater hatte nicht den kunstinteressierten Eiichi, sondern seinen zweiten Sohn als Nachfolger bestimmt.
- Unter Eiichi kam die Firma durch falsche Entscheidungen der Chefs, denen er die Firmenleitung überlassen hatte, in Schwierigkeiten, die zwischen 1975 und 1977 schließlich zur Auflösung führten. Die Sumitomo Group, ein Firmen- und Bankenverbund, übernahm einen Teil der Konkursmasse und schenkte die Kunst-Sammlung der Stadt Osaka. Diese baute dafür das Museum für fernöstlicher Keramik in zentraler Lage der Stadt, das 1982 eröffnet wurde.